# پورنوگرافی کارتونی
پورنوگرافی کارتونی (انگلیسی: Cartoon pornography) پورنوگرافی کارتونی یا پورنوگرافی متحرک، به تصویر کشیدن شخصیت های کارتونی تخیلی مصور یا متحرک در موقعیت های شهوانی یا جنسی است. پورنوگرافی کارتونی متحرک یا انیمیشن وابسته به عشق شهوانی، زیرمجموعه ای از حوزه بزرگتر پویانمایی بزرگسالان است که همه آنها از نظر جنسی صریح نیستند.